# Mesrine (film)
Pour les articles homonymes, voir Mesrine.
Cet article concerne le film de 1984. Pour le diptyque de 2008, voir L'Instinct de mort (film) et L'Ennemi public nº 1 (film, 2008).
Pour plus de détails, voir Fiche technique et Distribution.
Mesrine est un film français réalisé par André Génovès en 1984, consacré au gangster Jacques Mesrine.

## Synopsis
Qui était Mesrine ? Que voulait-il ? Pourquoi tuait-il ? Les médias et la rumeur publique en firent un ennemi public N°1, un homme traqué qui donnait de drôles de rendez-vous aux journalistes et aux policiers… Ce film raconte la vie de celui qui fut le premier à s'échapper de la Santé, et qui, dénonçant (déjà) les conditions de détention dans les quartiers de haute sécurité, voulait marquer l'opinion publique en détruisant la prison de Mende.

## Fiche technique
- Titre : Mesrine
- Réalisation et scénario : André Génovès
- Image : Jean-Claude Couty
- Montage : Martine Rousseau
- Musique : Jean-Pierre Rusconi
- Producteur : André Génovès
- Société de production : G.R. Productions
- Pays d’origine :  France
- Format : Couleurs – Fujicolor
- Durée : 110 minutes
- Date de sortie : 29 février 1984

## Distribution
- Nicolas Silberg : Jacques Mesrine
- Caroline Aguilar : Sylvia Jeanjacquot
- Gérard Sergue : François Besse
- Jean-Louis Broust : le Commissaire Lucien Aimé Blanc
- Michel Poujade : le commissaire Broussard
- Michel Beaune : le commissaire Devos
- Louis Arbessier : Lemaitre
- Claude Faraldo : georges préière
- Jean-Michel Farcy : Mathieu Lemaitre
- Françoise Morhange : Mme Lemaitre
- William Sabatier : Bouvier
- Philippe Rouleau : le journaliste de Paris Match
- Jean-Pierre Pauty : Jacques Tillier, journaliste à Minute
- Bernard Chevrot : Schayewski
- Charles Capezzali : chef de l'inspecteur Lejeune
- Artus de Penguern : l'inspecteur Lejeune
- Marc Alfos : Un policier N°1
- Gérard Croce : Un policier N°2
- Jean-Pierre Le Cloarec : Un policier
- Jean-Paul Nicolaï : Un policier
- Claudine Raffalli : Une femme policier
- Monick Lepeu : La serveuse du bar
- Roger Crouzet : Le ministre de l'Intérieur
- Pierre Londiche : Le directeur de la banque
- Franck Montes : Un policier
- Ticky Holgado : Figurant
- Fanny Bastien : Figurante
- Florence Moreau-Mancini: Fille de Mesrine

## Lieux de tournage
- Maison d'arrêt de Mende
- Paris (prison de la Santé)
- Paris 75018, rue Belliard, rue du Mont-Cenis, boulevard Ornano
- Foret d'Halatte